# Куп СФР Југославије у рагбију 1989.
Куп СФР Југославије у рагбију 1989. је било 29. издање Купа комунистичке Југославије у рагбију. Играло се по правилима рагбија 15. 
Трофеј је освојила Нада.
| Освајач купа Југославије у рагбију 1989. |
| ---------------------------------------- |
| Рагби клуб Нада Сплит 9. трофеј          |